# بروس ميتشيل (ناقد أدبي)
بروس ميتشيل (بالإنجليزية: Bruce Mitchell)‏ هو ناقد أدبي أسترالي، ولد في 8 يناير 1920 في ليزمور في أستراليا، وتوفي في 30 يناير 2010.